# Gabriel Magalhães (Fußballtrainer)
Gabriel Magalhães (* 3. September 1983), mit vollständigen Namen Gabriel Pacheco de Oliveira Magalhães, ist ein brasilianischer Fußballtrainer.

## Karriere
Lange Zeit als technischer Assistent und Analyst für verschiedene brasilianische Vereine aktiv, begann Gabriel Magalhães seine Trainerkarriere 2022 in Thailand als Co-Trainer des Erstligisten Chiangrai United FC. Anschließend übernahm er den Cheftrainerposten des Stadtrivalen, dem Drittligisten Chiangrai City FC. Nach einem halben Jahr verpflichtete ihn dann im Januar 2023 Chiangrai United FC als Übungsleiter. Hier stand er bis zum Saisonende 2023/24 unter Vertrag. Im Sommer 2024 wurde sein Vertrag nicht verlängert.